# Explorer 21

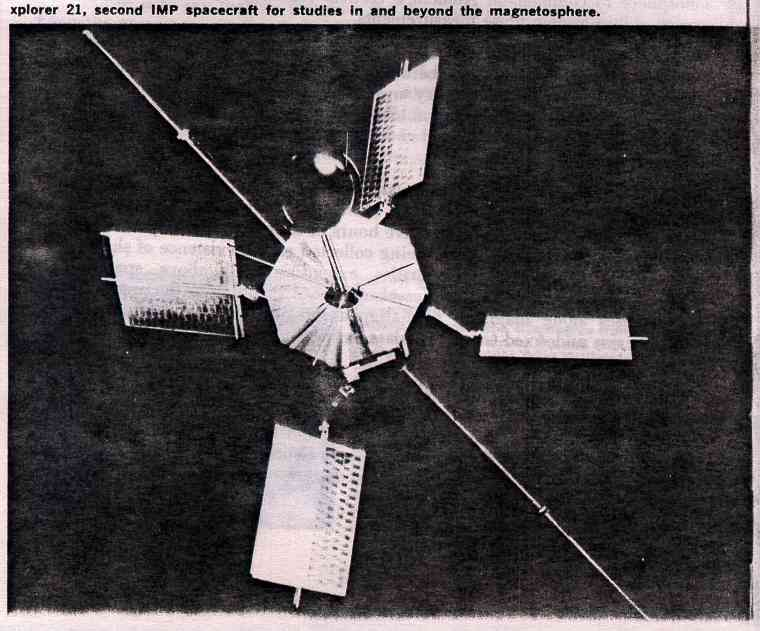
Explorer 21.

O Explorer 21, também conhecido como IMP-B ou IMP-2 (acrônimo de Interplanetary Monitoring Platform B ou 2), foi um satélite artificial da NASA lançado em 4 de outubro de 1964 por meio de um foguete Delta C a partir do Cabo Canaveral.

## Características
O Explorer 21 foi lançado com a missão de estudar o meio interplanetário no que diz respeito aos campos magnéticos, as partículas energéticas, os raios cósmicos e os plasmas. A alimentação elétrica do satélite era fornecida por painéis solares e baterias. A telemetria emitia-se em rajada de 81,9 segundos de duração, com 795 bits de dados. Após três sequências de dados transmitiam-se 81,9 segundos de dados analógicos do magnetômetro de vapor de rubídio.
A nave foi inserida em uma órbita com um apogeu muito menor (menos da metade) do que o esperado, limitando a utilidade dos dados que recolheu. Funcionou sem problemas durante os primeiros meses e depois intermitentemente até 13 de outubro de 1965 quando se perdeu todo contato. O IMP-B foi injetado em uma órbita inicial de 95.590 km de apogeu e 191 km de perigeu, com uma inclinação orbital de 33,53 graus e um período de 2097,0 minutos. Reentrou na atmosfera em 30 de janeiro de 1966.